# Meue
Meue is een bestuurslaag in het regentschap Pidie Jaya van de provincie Atjeh, Indonesië. Meue telt 1610 inwoners (volkstelling 2010).